# (3014) Huangsushu
(3014) Huangsushu ist ein Asteroid des Hauptgürtels, der am 11. Oktober 1979 am Purple-Mountain-Observatorium in Nanjing entdeckt wurde. 
Der Asteroid wurde nach dem Astrophysiker Su-Shu Huang (1915–1977) benannt.